# سوت طلایی
سوت طلایی یک پرونده رسوایی فساد ورزشی در فوتبال پرتغال است که اولین بار در سال ۲۰۰۴ شکل گرفت. بازرسان پلیس قضایی پرتغال چندین شخصیت فوتبال از جمله خورخه نونو پینتو دا کوستا رئیس باشگاه پورتو، و والنتیم لوریرو (Valentim Loureiro) رئیس سابق باشگاه فوتبال بوآویشتا و رئیس لیگ حرفه‌ای فوتبال پرتغال را به عنوان مظنون به فساد یا تلاش برای فساد داوران معرفی کردند، بخش عمده‌ای از این ماجرا شامل داوران و باشگاه‌های دسته پایین‌تر، یعنی باشگاه فوتبال سوسنسه و باشگاه ورزشی گوندومار و مسئولان باشگاه بود، هر چند رسوایی کمتری به بار آورد.
در ماه دسامبر ۲۰۰۶، شریک سابق پینتو دا کاستا، کارولینا سالگادو کتاب «من، کارولینا» (به پرتغالی: Eu, Carolina) را منتشر کرد که در آن، اتهامات جدی علیه پینتو دا کاستا وارد کرده بود. پینتو دا کوستا این اتهامات را «پوچ» خواند و گفت که آنها را در دادگاه مطرح خواهد کرد. کتاب سالگادو باعث شد دو پرونده‌ای که پینتو دا کاستا در آن دخیل بوده و قبلاً مختومه شده بود، دوباره به جریان افتد.
در ماه مارس ۲۰۰۸، دادگاه رهنمودهای (به پرتغالی: de Instrução) جزایی پورتو تصمیم گرفت که یکی از این پرونده‌ها، در ارتباط با مسابقه بین باشگاه فوتبال پورتو و بیرامار که در آن پینتو دا کوستا یک پاکت حاوی ۲٬۵۰۰ یورو به یک داور داده بود، رسیدگی به آن ادامه یابد. پرونده مهم دیگر در ارتباط با باشگاه فوتبال پورتو و پینتو دا کوستا، مربوط به مسابقه بین پورتو و استرلا دا آمادورا است که در آن باشگاه پورتو به داوران مسابقه پیشنهاد زنان فاحشه داد، برای دومین بار در ژوئن ۲۰۰۸ رد شد و شاهد اصلی اتهام، سالگادو، به شهادت دروغ متهم شد.
در ماه ژوئیه ۲۰۰۸، والنتیم لوریرو به سوء استفاده از قدرت مجرم شناخته شد، اما برای اتهام فساد گناهکار شناخته نشد. او به سه سال و دو ماه حبس تعلیقی محکوم شد.
در ماه مه ۲۰۰۷، کمیته انضباطی لیگ فوتبال حرفه‌ای پرتغال، که یک جریان دعوی غیر کیفری موازی با عنوان سوت پایان (به پرتغالی: Apito Final) باز کرده بود، پینتو دا کاستا را به دو سال تعلیق محکوم کرد و باشگاه پورتو را به کاهش شش امتیاز در لیگ برتر فوتبال پرتغال و ۱۵۰٬۰۰۰ یورو جریمه به دلیل تلاش برای دادن رشوه محکوم کرد. باشگاه فوتبال بوآویشتا به دلیل دادن رشوه و مجبور کردن داور از طریق تهدید یا تطمیع، به سقوط به دسته پایین‌تر محکوم شد و ۱۸۰٬۰۰۰ یورو جریمه شد. باشگاه ورزشی لیریا سه امتیاز از دست داد و رئیس آن، ژواو بارتولومئو (João Bartolomeu) به یک سال تعلیق محکوم شد. باشگاه فوتبال پورتو این امتیازات را در ماه ژوئیه ۲۰۱۷ بازستاند.